# Xenosphex
Xenosphex (лат.) — род песочных ос из подсемейства Mellininae (Crabronidae), которому в 2018 году предложен статус отдельного семейства Mellinidae. 3 вида.

## Распространение
Неарктика: США (Калифорния, Аризона, Невада).

## Описание
Среднего размера стройные осы (от 5 до 9 мм), обитающие в пустынных регионах США. Глаза сходятся внизу. Усики самок 12-члениковые, у самцов 13-члениковые. Места прикрепления усиков ниже средней линии головы, но отделены от клипеуса и с фронтоклипеальным швом не соприкасаются. Формула щупиков 6,4. Мандибулы с экстерновентральным зубцом или зазубрен. Нотаули короткие и не достигают половины длины скутума. Эпистернальные швы, омаулюс и стернаулюс отсутствуют. Средние голени с двумя вершинными шпорами. Коготки простые. Передние крылья с тремя субмаргинальными ячейками, вторая субмаргинальная ячейка сидячая или треугольная. Вольселла с дифференцировнными дигитусом и кусписом. Брюшко сидячее (но стебельчатое у близкого рода Mellinus). Тело чёрное с беловатыми пятнами. Гнездятся в земле и на песке в аридных регионах. Ловят мух. Средние голени Xenosphex с двумя шпорами; омаулюс на мезоплевроне отсутствует.

## Классификация
Реликтовый род с 3 видами. В традиционной систематике рассматривался в отдельном подсемействе Xenosphecinae (триба Хenosphecini) в составе подсемейства Mellininae (Crabronidae).
Род Xenosphex был впервые описан в 1954 году американским гименоптерологом Френсисом Уильямсом (Department ot Entomology, California Academy of Sciences, Сан-Франциско, США) по одному виду из западных аридных регионов США. Первоначально его включили в состав трибы Gorytini из подсемейства Nyssoninae
В 2018 году молекулярно-филогенетическими исследованиями было показано, что «Crabronidae» парафилетичны и состоят из нескольких крупных монофилетичных клад, включая пчёл. В работе Sann et al. (2018) было предложено придать статус отдельных семейств нескольким бывшим подсемействам роющих ос, в том числе и Mellinidae, в состав которого входят роды Mellinus и Xenosphex.
- Xenosphex boharti  F. Parker, 1966[5]
- Xenosphex timberlakei  F. Williams, 1956[6]
- Xenosphex xerophilus  F. Williams, 1954 typus[3]